# Gordon Pettengill
Gordon H. Pettengill, né le 10 février 1926 et mort le 8 mai 2021, est un radioastronome et physicien américain. 
Il a été l'un des premiers à utiliser le radar hors de son application militaire d'origine comme outil d'astronomie. Il est professeur émérite au Massachusetts Institute of Technology.
Au radiotélescope d'Arecibo, ses travaux ont notamment permis la mesure la vitesse de rotation de Mercure grâce au réfléchissant d'impulsions radar de la surface de la planète et en étudiant les décalages Doppler des signaux de retour.